# Nethack: Falcon's Eye
Nethack: Falcon's Eye is een computerspel. Het spel kwam in 2000 uit voor Windows. Een jaar later volgde een versoe voor DOS en Linux. Het spel werd uitgebracht in 2001. Het is een RPG waarbij het speelveld isometrisch wordt weergegeven.

## Platforms
| Jaar | Platform   |
| ---- | ---------- |
| 2000 | Windows    |
| 2001 | DOS, Linux |